# Utgiftsskatt
Utgiftsskatt är en skattemodell där skatteuttaget görs först när pengar förbrukas för konsumtion. Modellen skiljer sig från försäljnings- eller mervärdesskatt genom att uttaget görs hos den enskilde, inte hos den som säljer en vara eller en tjänst, Utgiftsskatt kan ses som en periodiserad inkomstskatt, där skatteunderlaget sätts lika med det belopp som individen använt till konsumtion under året. Detta innebär att skatteunderlaget kan vara högre än årets löneutbetalningar om konsumtionen finansieras med lån. Underlaget kan också vara lägre än löneutbetalningarna om lånen betalas tillbaka, om personen sparar eller om pengarna används för investeringar. 
Beräkningen av skatten utgår från kontantflödet. Alla penningtillskott under ett år räknas som inkomst (inkomst av tjänst, lån, arv, intäkter från försäljning, uttag från sparkonton etc.). Från denna inkomst drar man av kostnader för intäkternas förvärvande, för alla typer av investeringar, för sparande och för återbetalning av lån. Det som återstår är det som konsumerats under året, och detta är underlag för beskattning.  Skatteskalan kan utformas proportionell eller progressiv, liksom för andra inkomstskatter.
Skattemodellen utvecklades för praktisk tillämpning av Nicholas Kaldor på 1950-talet. Trots att skatten utretts i flera länder, bland annat Sverige, England och USA, har den inte tillämpats bortsett från ett par korta försök i Indien och Sri Lanka.